# Jules Alexandre Léger Boutroüe
Pour les articles homonymes, voir Boutroue.
Jules Alexandre Léger Boutroue, né le 20 avril 1760 à Chartres (Eure-et-Loir), mort le 4 novembre 1805 à Vérone (Italie), est un colonel français de la Révolution et de l’Empire.

## États de service
Il entre en service le 12 février 1778, comme soldat dans le régiment de Rohan-Soubise, et il obtient son congé le 12 février 1780.
Il reprend du service le 3 septembre 1791, comme capitaine dans le 1er bataillon de volontaires de la Sarthe, mais il renonce à son grade pour passer le 12 janvier 1792, comme sous-lieutenant dans le 33e régiment d’infanterie de ligne. Il est nommé lieutenant le 15 juin suivant, et il fait les campagnes de 1792 à l’an VI, aux armées du Rhin, de Rhin-et-Moselle, et d’Allemagne.
Il est promu chef de bataillon le 17 décembre 1793, au 1er bataillon de volontaires du Mont-Terrible, et il passe chef de brigade le 10 juin 1794 dans ce même corps, devenu 65e demi-brigade d’infanterie, puis 68e demi-brigade d’infanterie.
Le 15 juin 1796, il est chargé de s’emparer de la forte position de la Rehute, et à la tête de son 3e bataillon, il traverse un bois d’une longueur d’un kilomètre, inondé et coupé de marais, puis encouragés par son exemple, les soldats s’élance contre la redoute malgré le feu de l’ennemi et le forcent à battre en retraite, après un combat sanglant et opiniâtre. Le 13 septembre 1796, enveloppé avec sa demi-brigade par un corps nombreux sorti des places de Mannheim et Philisbourg, à deux reprises, il s’ouvre un passage à la baïonnette, fait 200 prisonniers, sauve son artillerie, ses bagages, et opère sa retraite sur Kehl avec le plus grand ordre.
Passé en fin de l’an VI à l’armée d’Italie, il y fait les campagnes de l’an VII et de l’an VIII. Le 15 août 1799, à la bataille de Novi, chargé de soutenir la retraite avec son 1er bataillon, il est enveloppé de toutes parts et séparé du reste de l’armée. Dans cette position critique, il ne cesse pendant toute la journée, de donner l’exemple du courage le plus intrépide, comme celui du dévouement le plus héroïque. 
En l’an IX, il est appelé à l’armée de l’Ouest, et il tient garnison à l’île de Ré en l’an X et en l’an XI. Il est promu colonel le 30 octobre 1803, au 56e régiment d’infanterie de ligne, et il est fait chevalier de la Légion d’honneur le 11 décembre suivant, puis officier de l’ordre le 14 juin 1804.
En l’an XIII, son régiment organisé en 4 bataillons, tient garnison à Briançon, Genève et à Lyon, lorsque la guerre reprend . Il est envoyé à l’armée d’Italie, et le 31 octobre 1805, à la bataille de Caldiéro il est atteint par un boulet de canon qui lui emporte la jambe droite. Cette blessure ayant nécessité l’amputation, la gangrène étant survenu, il meurt le 4 novembre suivant à l’hôpital de Vérone.

## Famille
- Frère du député Laurent-Martial-Stanislas Boutroue (1757-1816).

## Sources
- A. Lievyns, Jean Maurice Verdot, Pierre Bégat, Fastes de la Légion-d'honneur, biographie de tous les décorés accompagnée de l'histoire législative et réglementaire de l'ordre, Tome 3, Bureau de l’administration, 1844, 529 p. (lire en ligne), p. 41.
- Philippe Le Bas, France: Dictionnaire Encyclopédique, tome 3, Firmin Didot frères, Paris, 1841, p. 295.
- Léon Hennet, Etat militaire de France pour l’année 1793, Siège de la société, Paris, 1903, p. 83.
- Jules Alexandre Léger Boutroue  sur roglo.eu
- Commandant G. Dumont, Bataillons de volontaires nationaux, (cadres et historiques), Paris, Lavauzelle, 1914, p. 310.